# (433953) 1997 XR2
(433953) 1997 XR2 – mała planetoida z grupy Apolla należąca do obiektów NEO.

## Odkrycie i nazwa
Planetoida (433953) 1997 XR2 została odkryta 4 grudnia 1997 roku. Asteroida nie posiada jeszcze nazwy własnej, a jedynie oznaczenie prowizoryczne.

## Orbita
Orbita planetoidy (433953) 1997 XR2 nachylona jest pod kątem 7,17˚ do ekliptyki, a jej mimośród wynosi 0,201. Ciało to krąży w średniej odległości 1,08 j.a. wokół Słońca. Peryhelium orbity znajduje się 0,86 j.a., a aphelium 1,29 j.a. od Słońca. Na jeden obieg Słońca asteroida ta potrzebuje 1 rok i 43 dni.

## Właściwości fizyczne
Jest to małe ciało, którego wielkość szacuje się na ok. 230 m, ma najprawdopodobniej nieregularny kształt. Masa tej planetoidy to ok. 1,7×1010 kilogramów. Jej absolutna wielkość gwiazdowa wynosi zaledwie 20,8m. Jest ona jednym z obiektów, które w skali Torino otrzymały 1 punkt. Na podstawie wstępnych obserwacji szacowano, że istnieje prawdopodobieństwo wynoszące 1 do 10 tys., iż obiekt ten zderzy się z Ziemią w 2101 roku, wyzwalając przy tym energię szacowaną na 30 megaton. Dłuższe obserwacje i dokładniejsze obliczenie orbity planetoidy wykluczyło taką możliwość i od 24 lutego 2006 już nie znajduje się ona na liście obiektów zagrażających zderzeniem z Ziemią w ciągu najbliższych 100 lat.